# William Wallace Denslow
William Wallace Denslow (Filadélfia, 5 de maio de 1856 – Nova Iorque, 29 de março de 1915) foi um ilustrador e caricaturista norte-americano, famoso por ilustrar as primeiras edições dos livros de L. Frank Baum sobre a maravilhosa Terra de Oz.

## Ilustrador de Oz

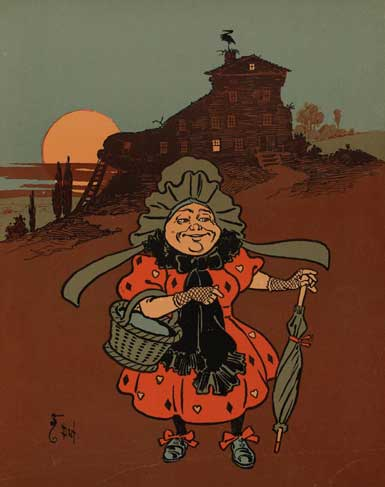
Ilustração (edição Mamãe Gansa, de 1901).

Os trabalhos de Denslow para a obra de Baum imortalizaram-no na literatura mundial.Nascido na Filadélfia, radicou-se em Chicago, onde conheceu o escritor. Além de O Maravilhoso Mágico de Oz ilustrou outras obras de Baum, como "Papai Ganso" (Father Goose), partilhando com este os direitos autorais da maioria desses trabalhos.
As ilustrações de Denslow para o Mágico de Oz tinham um forte teor político. Em 1902 os dois tiveram um trabalho conjunto na adaptação de O Maravilhoso Mágico de Oz para o teatro, realizando o desenho para os sets. Neste trabalho se desentenderam, e Baum deliberou nunca mais trabalhar com ele.
Apesar disto, a fama alcançada e o dinheiro ganho com a sua versão para Oz renderam-lhe o suficiente para comprar uma ilha na costa das Bermudas, auto-coroando-se Rei Denslow I.
Tendo dissipado sua fortuna, morreu a 27 de maio de 1915, no esquecimento, de pneumonia.
John R. Neill ilustrou o restante da série de Oz. Em 1944, a artista Evelyn Copelman se tornou a ilustradora de Oz, tendo desenhado as ilustrações para uma reedição de O Maravilhoso Mágico de Oz baseado no filme de 1939 - de forma em que o Leão Covarde ficasse bastante diferente do original, e Dorothy Gale tivesse tranças, como as de Judy Garland, no cinema - rompendo com o trabalho característico de seus antecessores.